# باغ‌وحش انسانی (فیلم)
باغ‌وحش انسانی (انگلیسی: Human Zoo) یک فیلم درام فرانسوی به کارگردانی ری راسموسن است که در سال ۲۰۰۹ منتشر شد.

## گزیدهٔ بازیگران
- ری راسموسن
- نیکولا جوریچکو
- ویین چتکوویچ
- هیام عباس
- سعید آمادیس